# 日本櫛鯧
日本櫛鯧為輻鰭魚綱鱸形目鯧亞目長鯧科的其中一種，分布於西北太平洋的日本海域，棲息深度150-400公尺，體長可達90公分，棲息在中層水域，可做為食用魚。